# GSC2591-1445
GSC2591-1445 — хімічно пекулярна зоря спектрального класу A2, що має видиму зоряну величину в смузі V приблизно 10,3.